# Glyphostoma golfoyaquense
Glyphostoma golfoyaquense é uma espécie de gastrópode do gênero Glyphostoma, pertencente a família Conidae.